# Provancherides marginipennis
Provancherides marginipennis är en stekelart som beskrevs av Heinrich 1968. Provancherides marginipennis ingår i släktet Provancherides och familjen brokparasitsteklar. Inga underarter finns listade i Catalogue of Life.